# SDP (Band)

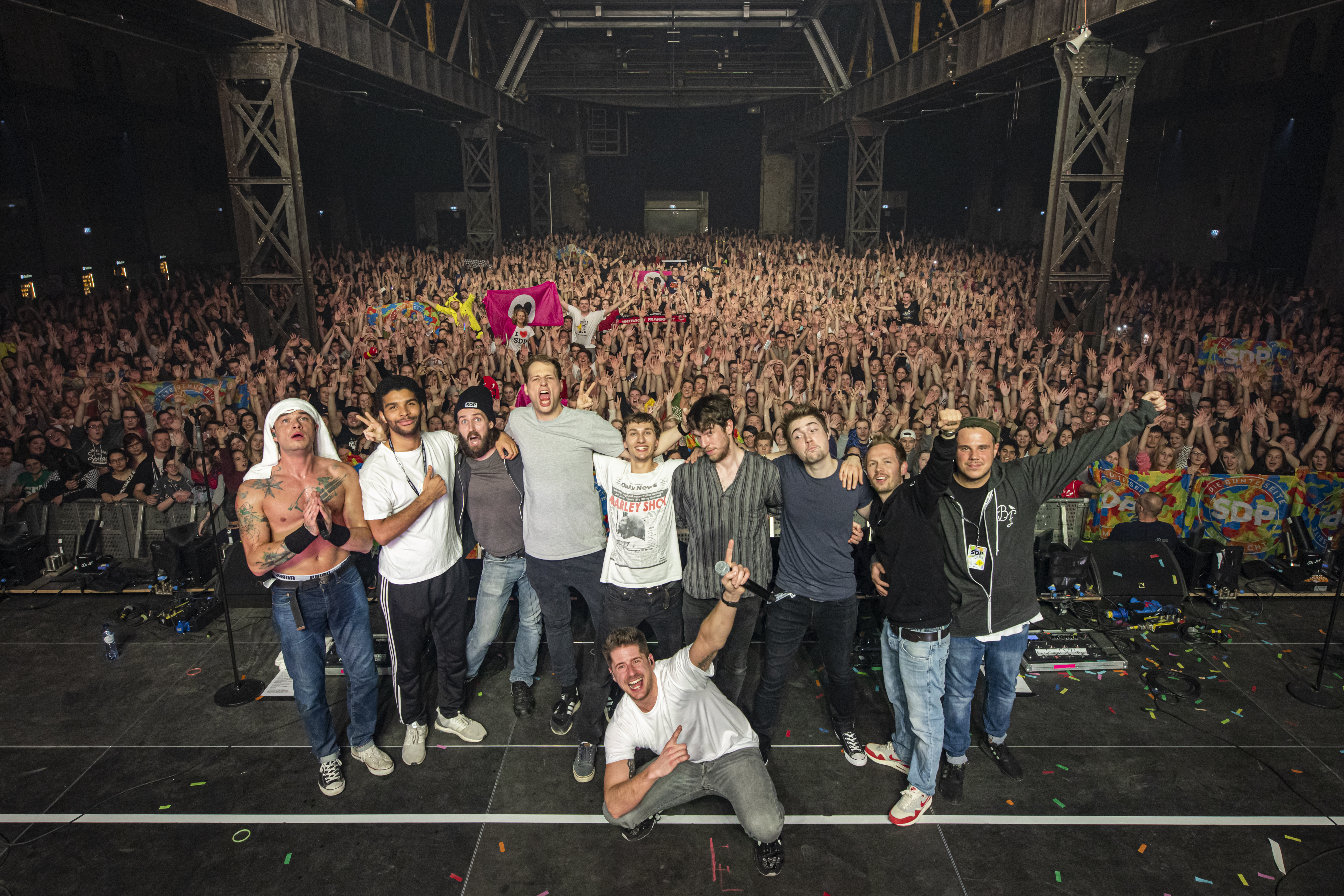
SDP und Weekend in der Warsteiner Music Hall (Dortmund).

SDP ist ein Musiker-Duo aus Berlin-Spandau, bestehend aus Vincent Stein (* 10. Oktober 1983) und Dag-Alexis Kopplin (* 15. Juli 1983).

## Bandgeschichte
Die Musiker Vincent Stein, in der deutschen Hip-Hop-Szene auch als Produzent Beatzarre bekannt, und Dag-Alexis Kopplin lernten sich als Jugendliche in Berlin-Spandau kennen. Sie gründeten 1999 SDP, damals noch unter dem Namen Stonedeafproduction, heute wird die Abkürzung SDP als offizieller Bandname genutzt. Sie veröffentlichten 2002 mit Angriff aus Berlin ihr erstes Demo. Jürgen Kuttner von You FM übernahm das Intro für die Sendung Nightline.
Es folgten nach dem Debütalbum Räuberpistolen mehrere weitere Tonträger, doch der Durchbruch kam erst 2010 mit dem Lied Ne Leiche aus dem Album Kontrastprogramm. Das dazugehörige Video mit dem Rapper Sido als Gast wurde zum Video-Hit und erreichte auf YouTube über 62 Millionen Aufrufe (Stand März 2025).
2012 gelang dem Duo mit dem Album Die bekannteste unbekannte Band der Welt der erste Charteinstieg auf Platz 51 der deutschen Albencharts. Abermals war Sido auf dem Lied Die Nacht von Freitag auf Montag als Gast zu hören. Es folgte 2013 das Album Bunte Rapublik Deutschpunk, das Platz 4 belegte. Als Gastmusiker sind hier Eko Fresh, Keule, Weekend und Bass Sultan Hengzt zu hören.
2015 erschien Zurück in die Zukunst, das den Erfolg der Vorgänger fortsetzte und bis auf Platz 2 in den deutschen Albencharts vorrückte. Wieder waren mit Trailerpark, Mad Maks, Adel Tawil und Frauenarzt Gäste vertreten. Als Sprecher für den Hörspiel-Teil konnte der Synchronsprecher und Schauspieler Manfred Lehmann gewonnen werden. 2015 coverte der Schlagersänger Peter Wackel ihren Song Die Nacht von Freitag auf Montag und veröffentlichte ihn als Single über iTunes und Amazon. Im März 2017 veröffentlichten SDP ihr Album Die bunte Seite der Macht, das wieder auf Anhieb Platz 2 der deutschen Albumcharts erreichte.

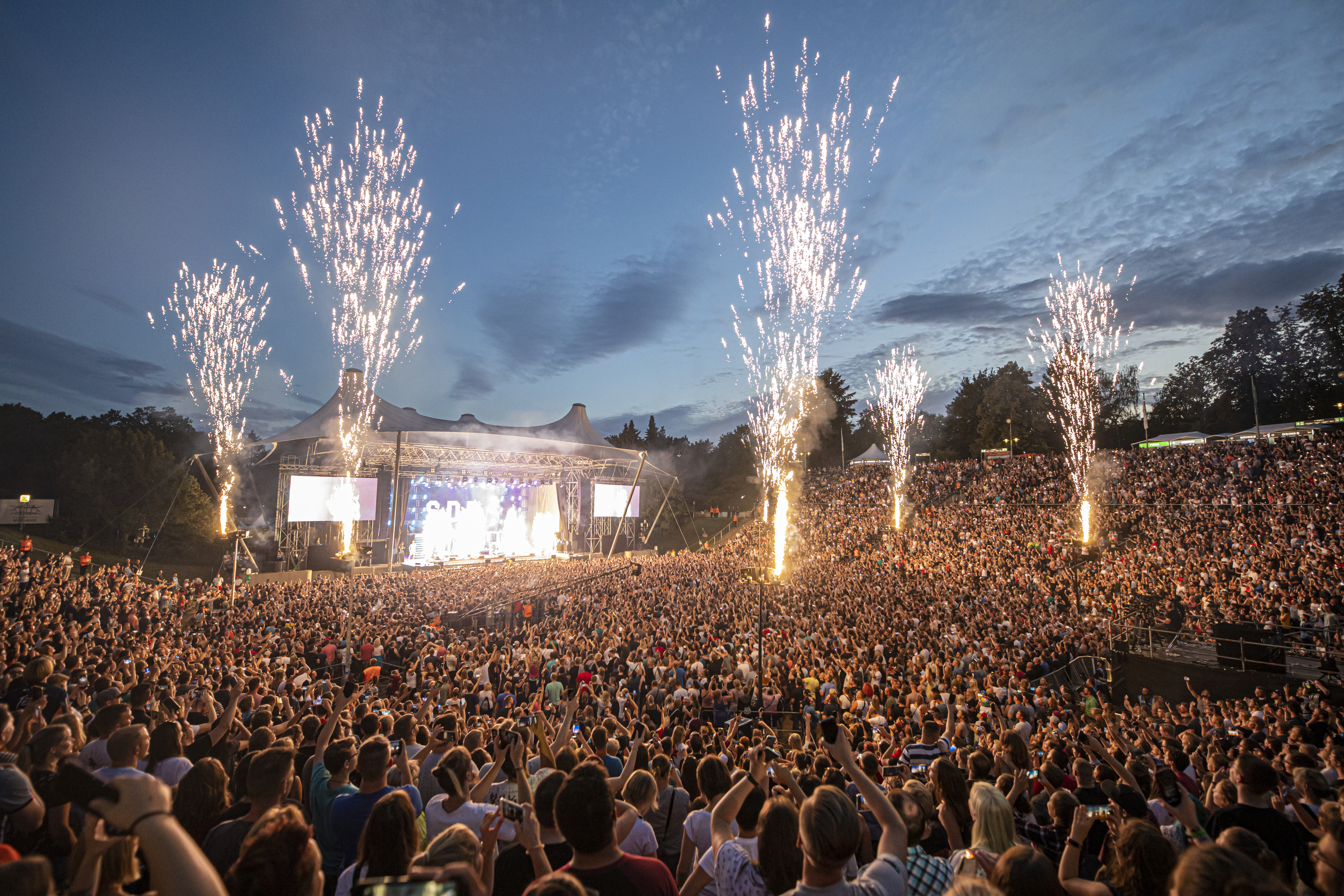
Jubiläumskonzert in der Wuhlheide Berlin

Im November 2018 wurden ein neues Album und eine Tour angekündigt. Wenige Tage später wurde das erste Vorab-Video Illegale Hobbys auf YouTube veröffentlicht. Das im März 2019 veröffentlichte Album Die unendlichste Geschichte stieg auf Platz 1 der deutschen Albumcharts ein. Feature-Gäste auf diesem SDP-Album sind unter anderem Bela B, die 257ers, Blokkmonsta und Capital Bra.
Im August 2019 feierte die Band ihr 20-jähriges Jubiläum mit einem Konzert in der Wuhlheide Berlin. Die 257ers eröffneten den Abend, Gastauftritte von Bela B, Weekend, Teesy, Capital Bra und weiteren folgten. Die mit 18 Terminen in Deutschland, Österreich und der Schweiz Ende November 2018 angekündigte Die unendlichste Tour 2019 wurde im März 2019 um Die unendlichste Tour 2020 ergänzt. Im September 2019 wurde die für Oktober und November geplante Tour „aus sehr persönlichen Gründen“ in das Frühjahr 2020 verlegt. Damit waren von Februar bis April 2020 insgesamt 34 Shows in vier Ländern geplant. Wegen der Corona-Pandemie konnte die Tour erst im Juni 2022 mit dem Abschlusskonzert in Hamburg beendet werden.
Des Weiteren komponierte SDP den Song Der beste Tag Ever, der als Titelsong für den 2019 erschienenen TKKG-Film diente. Anfang 2020 wurde anlässlich der Corona-Pandemie eine geänderte Version des Liedes Die Nacht von Freitag auf Montag mit dem Anhang „(Corona-Edition)“ als Single veröffentlicht. Die Band nahm an der neunten Staffel der Sendung Sing meinen Song – Das Tauschkonzert teil, die ab April 2022 ausgestrahlt wurde. Im Juni 2022 erschien ihr 10. Studioalbum Ein gutes schlechtes Vorbild.

## Musikstil und Texte
SDP bedienen sich vieler verschiedener Stile, die sie miteinander kombinieren, sie lassen sich nicht einem bestimmten Genre zurechnen. Ihre Musik bezeichnen sie selbst als „irgendwie Pop“ und bekennen sich zu einer musikalischen Vielfalt. Insofern verstehen sie ihren Albumtitel Bunte Rapublik Deutschpunk auch als Programm. Musikalisch enthalten sind Elemente von Pop, Rock, Dance und Hip-Hop. Musikalische Stilmittel sind sowohl Gitarrenklänge als auch Synthesizer-Passagen, das Duo spielt sowohl schnelle Party-Tracks als auch Balladen.
In ihren ausschließlich deutschsprachigen Texten verarbeiten SDP Alltäglichkeiten und weltpolitische Fragen nebeneinander, allerdings meist mit einem satirischen und ironischen Unterton. Politische Aussagen werden in den meist unterhaltsamen Texten versteckt. Musikalische Parallelen werden häufig zur fröhlichen Musik der Prinzen und milderen Songs von den Ärzten gezogen, aber auch zum ironischen Schlager-Star Alexander Marcus und Rapacts wie Sido, bei den ernsteren Songs zu den milderen Songs der Toten Hosen.

## Diskografie
Studioalben

| Jahr | Titel Musiklabel                                                     | Höchstplatzierung, Gesamtwochen, AuszeichnungChartplatzierungen (Jahr, Titel, Musiklabel, Platzierungen, Wochen, Auszeichnungen, Anmerkungen) | Höchstplatzierung, Gesamtwochen, AuszeichnungChartplatzierungen (Jahr, Titel, Musiklabel, Platzierungen, Wochen, Auszeichnungen, Anmerkungen) | Höchstplatzierung, Gesamtwochen, AuszeichnungChartplatzierungen (Jahr, Titel, Musiklabel, Platzierungen, Wochen, Auszeichnungen, Anmerkungen) | Anmerkungen                                             |
| Jahr | Titel Musiklabel                                                     | DE | AT | CH | Anmerkungen                                             |
| ---- | -------------------------------------------------------------------- | --- | --- | --- | ------------------------------------------------------- |
| 2004 | Räuberpistolen Berliner Plattenbau (BP)                              | — | — | — | Erstveröffentlichung: 14. Juni 2004                     |
| 2006 | … nur Musik ist schöner. Berliner Plattenbau (RTA)                   | — | — | — | Erstveröffentlichung: 7. April 2006                     |
| 2008 | Die Rache des kleinen Mannes Berliner Plattenbau (SMD)               | — | — | — | Erstveröffentlichung: 25. Juli 2008                     |
| 2010 | Kontrastprogramm Berliner Plattenbau (SMD)                           | — | — | — | Erstveröffentlichung: 10. Dezember 2010                 |
| 2012 | Die bekannteste unbekannte Band der Welt Berliner Plattenbau (H’Art) | DE51 (1 Wo.)DE | — | — | Erstveröffentlichung: 19. Oktober 2012                  |
| 2014 | Bunte Rapublik Deutschpunk Berliner Plattenbau (SMD)                 | DE4 (3 Wo.)DE | AT56 (1 Wo.)AT | — | Erstveröffentlichung: 10. Januar 2014                   |
| 2015 | Zurück in die Zukunst Berliner Plattenbau (Chapter ONE)              | DE2 Gold · (17 Wo.)DE | AT43 (1 Wo.)AT | CH64 (1 Wo.)CH | Erstveröffentlichung: 22. Mai 2015 Verkäufe: + 100.000  |
| 2017 | Die bunte Seite der Macht Berliner Plattenbau (Chapter ONE)          | DE2 Gold · (34 Wo.)DE | AT5 (3 Wo.)AT | CH17 (2 Wo.)CH | Erstveröffentlichung: 10. März 2017 Verkäufe: + 100.000 |
| 2019 | Die unendlichste Geschichte Berliner Plattenbau (Chapter ONE)        | DE1 (27 Wo.)DE | AT4 (3 Wo.)AT | CH14 (2 Wo.)CH | Erstveröffentlichung: 1. März 2019                      |
| 2022 | Ein gutes schlechtes Vorbild Berliner Plattenbau (Chapter ONE)       | DE1 (36 Wo.)DE | AT5 (3 Wo.)AT | CH10 (2 Wo.)CH | Erstveröffentlichung: 2. Juni 2022                      |

## Auszeichnungen
- 1 Live Krone
  - 2022: in der Kategorie „Bester Live-Act“[13]
  - 2024: in der Kategorie „Bester Live-Act“[14]